# Éric Lamarque
Pour les articles homonymes, voir Lamarque.
Éric Lamarque, né le 20 novembre 1967 à Auch, est un universitaire français et expert du domaine bancaire.
Il est professeur en sciences de gestion, spécialiste de la banque et de la finance. Professeur à l'Institut d'administration des entreprises de l'université Paris 1 Panthéon Sorbonne depuis 2013, il dirige l’IAE depuis 2016 et est également Président d’IAE France depuis 2018. Son mandat a été renouvelé en Juillet 2021. Il est actuellement membre de la commission d’évaluation des formations et diplômes de gestion (CEFDG) chargé de l’étude des demandes de visas et de grades nationaux de Licence et Master. Il a été Président du Conseil National des Universités en Sciences de Gestion de 2011 à 2015.

## Biographie

### Formation
Eric Lamarque fait ses études secondaires à Auch, où il obtient son baccalauréat scientifique au lycée Pardailhan. Il obtient son Doctorat en management des banques à l'Université Montesquieu-Bordeaux IV en 1996 en soutenant sa thèse sur “les métiers bancaires, définitions et logiques d'intégration”, sous la direction de Gérard Hirigoyen.
En 2001, il passe le concours d’agrégation de l’enseignement supérieur en sciences de gestion, spécialité Finance, et en est le major. En 2015, il suit également une formation afin de devenir auditeur, session nationale Politique de Défense (68), de l’Institut des hautes études de Défense nationale (IHEDN).

### Carrière
Il enseigne en tant que maître de conférences à l’IAE de l’Université de Tours de 1997 à 2001. Après être devenu agrégé des Universités en Sciences de Gestion, il est professeur de ce même IAE de 2001 à 2002.
À partir de 2002, Eric Lamarque devient Professeur à l’Université Montesquieu Bordeaux-IV, où il est directeur du Master Management Financier, fondateur et directeur de la chaire Management des entreprises financières.
En 2013, il rejoint l’IAE de l’université Paris 1 Panthéon Sorbonne en tant que professeur et prend la direction du Master Finance. Il est également directeur scientifique de la chaire Management et Gouvernance des Coopératives Financières, il siège en tant que Président du Conseil Scientifique de la chaire FINAGRI. Il fait aussi partie du Conseil d'Administration de l'IAE.
Depuis 2016, Eric Lamarque est élu Directeur de l'IAE de Paris 1 Panthéon Sorbonne. Il est Président d'IAE France depuis 2018.

## Objectifs de recherche et d’enseignement
Dans le cadre de ses fonctions, il intervient auprès de la Conférence des Présidents d’université et du Ministère afin de promouvoir un modèle public d’enseignement supérieur au management aussi performant et plus accessible que celui offert par les structures privées.
Sur ses thèmes de recherche, il s'engage pour un renforcement de la qualité et de l'indépendance des structures de gouvernance en proposant des mesures en matière de renforcement des compétences des administrateurs, de transparence dans le mode de fonctionnement des conseils, de diversité dans leur composition et il plaide pour une influence réelle des instances de gouvernance en matière de choix stratégique des organisations.

## Publications

### Ouvrages et coordination d’ouvrages
- 2014 : Stratégie de la Banque et de l’Assurance[11], Dunod, Paris
- 2015 : Economie et Gestion de la Banque, avec Vincent Maymo[12], Collection Topo, Dunod
- 2019 : Variations autour des PME et des entreprises de taille intermédiaire, co éditeurs avec P. Barneto et Thierry Poulain Rehm[13], Editions EMS, Paris, janvier.
- 2020 : Valeurs Coopératives et nouvelles pratiques de gestion, avec A. Deville et G. Michel, éditions EMS, Paris, juin[14].
- 2021 : Banques : Stratégies et Transformations, 2ème Édition, Dunod[15], Juin
- 2021 : Management et Territoires, avec Julien Batac et Vincent Maymo, en Hommage à Julien Batac, Editions EMS, A paraitre Décembre

### Chapitres d’ouvrages
- 2014 : « La problématique du financement des démarches entrepreneuriales dans le domaine du développement durable » in R. Guillouzo Ed, Entrepreneuriat, Développement durable et territoires, Hachettes[16].
- 2017: « The Impact of Basel III on the Operations of Retail Banks”, in Douady, R. (Ed), Goulet, C. (Ed), Pradier, P. (Ed), Financial Regulation in the EU, Palgrave MacMillan[17].
- 2018 : “The Governance of Cooperative Banks: Main Features and New Challenges”, New Cooperative Banking in Europe : Strategies for Adapting the Business Model Post Crisis, Marco Migliorelli Ed., Springer[18].
- 2020 : La gouvernance par les valeurs : une occasion de se différencier pour le modèle coopératif, avec M. Ghares, in Valeurs Coopératives et nouvelles pratiques de gestion, A. Deville, E. Lamarque et G. Michel, éditions EMS, Paris, juin.
- 2021 : Corporate Government as a structure for control and promotion of ethics in banks, with M. Ghares, in Handbook on Ethics in Finance, L. San Jose, R.L. Retolaza, L. Van Liedekerke eds, Springer[19].
- 2021 : La gouvernance des clubs sportifs : un modèle à part ? avec Antoine Lamarque, Marc Errotabehere, Jean Etienne Palard, publié dans Management et Territoires

## Mandats et Représentation
- Colonel de la réserve citoyenne de l’armée de l’air
- Chevalier des palmes académiques
- Administrateur du fonds de dotation de l’IAE Paris depuis 2018
- Administrateur de la Fondation Nationale pour l’Enseignement de la Gestion des Entreprises (FNEGE) depuis 2018